# استپان مارتیروسیان

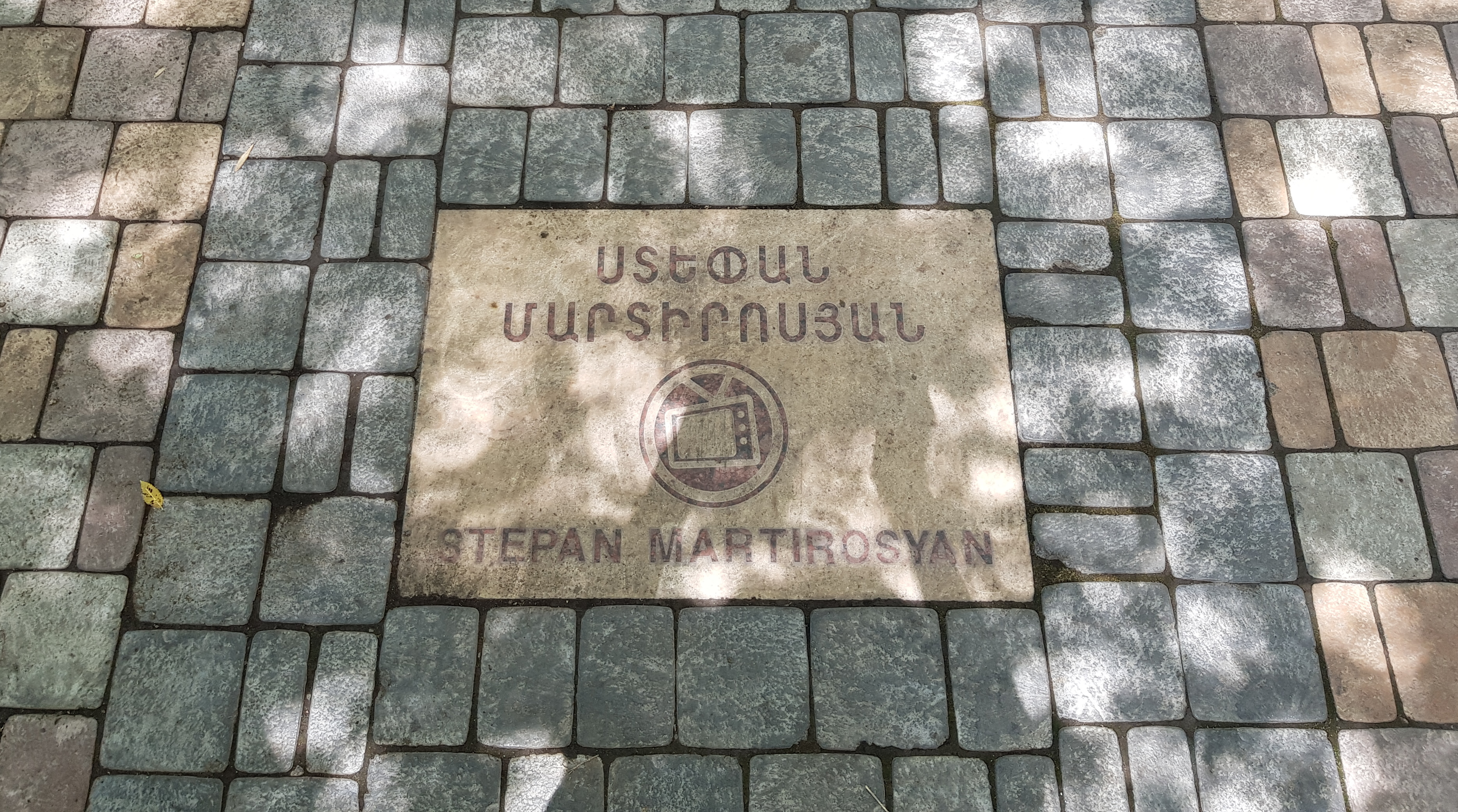

استپان میکائیلی مارتیروسیان (ارمنی: Ստեփան Միքայելի Մարտիրոսյան زاده ۲ سپتامبر ۱۹۳۰ - درگذشته ۲۲ ژوئن ۲۰۱۸ ) یک هنرپیشه اهل ارمنستان است. 

## زندگی‌نامه
وی در ۲ سپتامبر ۱۹۳۰ در تفلیس به دنیا آمد . وی همچنین برندهٔ جوایزی همچون چهره فرهنگی شایسته ارمنستان شوروی شده‌است. وی در ۲۲ ژوئن ۲۰۱۸ در سن ۸۷ سالگی در ایروان درگذشت.

## بخشی از فیلمشناسی
از فیلم‌ها یا برنامه‌های تلویزیونی که وی در آن نقش داشته‌است می‌توان به آثار زیر اشاره کرد.

## -
- قلب مادر (۱۹۵۷)

- سایات‌نووا (۱۹۶۰)
- عروسی از شمال (۱۹۷۵)
- دزوری میرو (۱۹۷۹)
- گیکور (۱۹۸۲)
- آرشاک دوم (۱۹۸۸)